# Adolf von Harnack
Pour les articles homonymes, voir Harnack.
Adolf von Harnack, né le 7 mai 1851 à Dorpat, dans la province balte de Livonie en Russie (aujourd'hui Tartu en Estonie), et mort le 10 juin 1930 à Heidelberg, est un docteur en théologie, en droit, en médecine et en philosophie,  et conseiller politique. Adolf von Harnack est considéré comme le théologien protestant et l'historien de l’Église le plus considérable de la fin du XIXe siècle et du début du XXe siècle et comme l'un des plus importants théoriciens du nationalisme libéral et protestant allemand. 

## Biographie
Il venait de l’univers du luthéranisme germano-balte : son père, Theodosius Harnack, un luthérien marqué par le piétisme des Frères moraves, était professeur de théologie à l’université de Dorpat et contribua au développement du néo-luthéranisme. Il étudia l’histoire de l’Église à l'Université de Dorpat (1869-1872) puis à l'université de Leipzig où il acquit une vue critique sur l’histoire du dogme chrétien grâce à la théologie d’Albrecht Ritschl et où, dès 1874, en tant que maître de conférences, il commença une série de cours où il traitait de sujets particuliers comme les gnostiques et l'Apocalypse, et qui attirèrent beaucoup l'attention, si bien qu'en 1876 il obtint d’être nommé professeur de Faculté à titre extraordinaire. Dans cette même année, il commença en collaboration avec Oscar von Gebhardt (de) et Theodor Zahn la publication d'une édition des travaux des Pères de l'Église, Patrum apostolicorum opera, dont une édition abrégée parut en 1877.
Harnack entendait le protestantisme comme une réforme et une révolution : réforme de l’économie du salut et révolution contre l’autorité de l’Église catholique, contre son appareil hiérarchique grâce à une organisation religieuse indépendante et contre l’Ordo cultuel.
Trois ans plus tard, il fut appelé comme professeur de Faculté chargé de l’histoire de l'Église à l'université de Gießen où, à partir de 1882, il collabora irrégulièrement avec Oscar von Gebhardt (de) aux  Texte und Untersuchungen zur Geschichte des altchristlichen Litteratur (« Textes et recherches sur l'histoire de la littérature chrétienne ancienne »), qui paraissait périodiquement avec uniquement des essais consacrés au Nouveau Testament et à la patristique. En 1881, il publia un travail au sujet de la vie dans les couvents, Das Mönchtum - seine Ideale und seine Geschichte (« Le monachisme - son idéal et son histoire », 5e édition 1900) et fut avec Emil Schürer (de) rédacteur de la Theologische Literaturzeitung (« Journal de littérature théologique »).
Dans l’empire wilhelmien, Harnack enseigne à l’université de Berlin ; ses seize leçons sur « L'Essence du christianisme » qu’il prononce au cours du semestre d’hiver 1899/1900, sont suivies par plus de 600 étudiants de toutes les facultés. La publication de L’Essence du christianisme (Das Wesen des Christentums en 1900), traduction française, Fischbacher, à Paris, 1902, nouv. éd. 1907). allait provoquer  la réplique d'Alfred Loisy, dans deux livres L'Evangile et l'Église puis Autour d'un petit livre en 1903, publication qui peut être considérée comme l'élément déclencheur de la Crise moderniste.
Harnack devient conseiller politique et entretient de nombreux contacts avec le chancelier Theobald von Bethmann-Hollweg. En collaboration étroite avec ceux qui veulent réformer la bureaucratie de l’État, il représente la ligne moyenne, cherchant à équilibrer les intérêts grâce à des réformes sociales, à éviter les conflits par le consensus, luttant contre la polarisation qui fait s’affronter les points de vue et contre l’aggravation des luttes de classe.
Les valeurs qu’il défend sont celles du libéralisme bourgeois, favorables à une monarchie parlementaire et constitutionnelle ; ce en quoi il s’oppose à la conception politique autoritaire de l’empire dont il surestime la capacité à se réformer.
Sa religion, critique envers la tradition, comprend des idéaux sociaux importants qui sont un symbole du Royaume de Dieu. Il interprète les devoirs d’un chrétien à l’intérieur du monde comme les obligations professionnelles au sein de la communauté. Harnack devient en 1911 président de la Kaiser-Wilhelm-Gesellschaft fondée sur sa proposition et, de 1905 jusqu’à 1921, il est directeur général de la bibliothèque Royale (à partir de 1918 Bibliothèque d'État de Berlin) de Prusse.
En politique extérieure, Harnack défend une entente entre l’Angleterre et l’Allemagne, combat l’impérialisme pangermaniste et prône la modération et le système des compensations. Au cours de la Première Guerre mondiale, dont il est partisan au début, il signe le Manifeste des 93 puis oscille entre rhétorique agressive et pessimisme.
À ce moment, sa conception de l'histoire nationale fondée sur la civilisation protestante le conduit à vouloir garantir cette dernière par la création d’États vassaux à l’est. Il interprète la défaite et la révolution de 1918 comme un passage vers la démocratie et le socialisme.
Contre la ligne majoritaire du protestantisme, presque entièrement anti-républicain alors, ce républicain conservateur prend position pour la démocratie sociale.
Il meurt en 1930 après une courte maladie, il était alors professeur d’histoire de l’Église aux universités de Leipzig, de Gießen, de Marbourg et de Berlin. Son manuel en 3 volumes de l’histoire des dogmes (1886-1890) ; plusieurs nouvelles éditions augmentées) est considéré comme la plus importante de ses publications théologiques.

### Postérité
La carrière d'enseignant de Harnack, débutée alors qu'il a 23 ans, s'étend sur près d'un demi-siècle au cours duquel il contribue à la formation d'une multitude de théologiens, d'exégètes, de patristiciens et d'historiens, dont certains sont actifs jusque dans les années 1950, sans que l'on puisse pour autant parler d'une « école de Harnack ». S'il n'a pas à proprement parler formé de disciples, nombre des élèves de Harnack sont devenus ses collaborateurs et l'impulsion que son enseignement a donné à l'essor des études théologiques et à la recherche sur l’histoire du christianisme ancien en Allemagne n'en est pas moins décisive : ainsi, on dénombre parmi ses élèves les théologiens Karl Barth, Dietrich Bonhoeffer, Martin Rade (de), Wilhem Bornemann (de) et Wilhelm Pauck (de), les exégètes néotestamentaires Wilhem Wrede, Martin Dibelius et Karl Ludwig Schmidt, ou encore le philosophe Heinrich Scholz ainsi que l'historien de l'Église Ernst von Dobschütz. Elisabeth Schmitz, enseignante confessante connue pour sa résistance au nazisme, suit également plusieurs de ses séminaires de 1915 à 1918.

## Travaux

### Datation des Actes et des synoptiques
Dans sa Chronologie der altchristlichen Litteratur, Harnack avait considéré, en 1897, que deux arguments principaux s'opposaient à une datation précoce des Actes, d'une part, l'Evangile de Luc semblait avoir été composé après la destruction de Jérusalem et d'autre part, un délai était nécessaire pour l'élaboration des récits de la Résurrection et de l'Ascension. Il proposait alors une date de rédaction des Actes au plus tôt en 78.
En 1908, dans Beiträge zur Einleitung in das Neue Testament, III, Die Apostelgeschichte, Harnack expose six motifs qui le conduisent à changer d'avis sur la question de la datation, dont le premier est l'interruption du récit des Actes pendant la captivité de Paul à Rome. Il propose alors une date de rédaction des actes peu après 60.
En 1911, dans  The Date of the Acts and of the Synoptic Gospels, il étend sa réflexion aux évangiles synoptiques et conclut :
«... nous n'avons rien trouvé qui bouleverse le jugement auquel nous avons été conduit par l'étude critique des Actes des Apôtres : les deuxième et troisième Évangiles, ainsi que les Actes, ont été composés tandis que St. Paul était encore en vie, et le premier Évangile seulement quelques années plus tôt. »

## Famille
Adolf est le frère jumeau du mathématicien Axel Harnack (1851 — 1888).
Le 27 décembre 1879 à Leipzig, il avait épousé Amalie Thiersch (Erlangen, 31 août 1858 - Berlin, 28 décembre 1937), fille du Professeur de chirurgie Carl Thiersch (de) et de Johanna baronne von Liebig (de), elle-même fille du savant chimiste Justus von Liebig. Ils eurent trois fils et quatre filles.
Son fils Ernst, né en 1888 et qui sera exécuté en 1945 par les nazis pour sa participation à l'attentat contre Hitler du 20 juillet 1944, avait adhéré au SPD.
Son fils cadet Axel (1895 - 1974), était Professeur associé (Privatdozent) à l'Université de Tübingen.
Agnes von Zahn-Harnack (1884 - 1950), sa fille préférée, était une représentante éminente du mouvement féministe et membre du Parti démocrate allemand (Deutsche Demokratische Partei, libéral, fondé en 1918, disparu en 1930).
Les résistants Arvid Harnack, né en 1901, abattu par les nazis en 1942, et Falk Harnack, né en 1913, metteur en scène, mort en 1991, étaient ses neveux.

### Œuvres
Citées par Jean Hadot :
- Précis de l’histoire des dogmes (Grundriss der Dogmengeschichte, 1899), trad. E. Choisy, Paris, 1893 ;
- L’Essence du christianisme (Das Wesen des Christentums, 1900), Fischbacher, Paris, 1902, nouv. éd. 1907 ;
- Lehrbuch der Dogmengeschichte, 3 vol., Tübingen, 1909 ;
- Mission et expansion du christianisme dans les trois premiers siècles (Die Mission und Ausbreitung des Christentums in den ersten drei Jahrhunderten, Leipzig, 1902-1924), trad. J. Hoffmann, Éd. du Cerf, Paris, 2004.
- Geschichte der altchristlichen Literatur bis auf Eusebius, 3 vol., Leipzig, 1893-1904, 2e éd., Leipzig, 1958.
- Marcion. L’évangile du Dieu étranger. Une monographie sur l’histoire de la fondation de l’Église catholique. Traduction: Éd. du Cerf, Paris, 2005

autres œuvres
- Beiträge zur Einleitung in das Neue Testament, Sammelband 1908 :
  - I Lukas der Arzt, der Verfasser des dritten Evangeliums und der Apostelgeschichte. Hinrichs, Leipzig 1906.
  - II Sprüche und Reden Jesu, die zweite Quelle des Matthäus und Lukas. 1907.
  - III Die Apostelgeschichte. 1908.
- (en) The Date of the Acts and of the Synoptic Gospels, traduction : J.R. Wilkinson, Williams & Norgate, 1911.
- Porphyrius, "Gegen die Christen", 15 Bücher: Zeugnisse, Fragmente und Referate. Abhandlungen der Königlich Preussischen Akademie der Wissenschaften. Philos.-histor. Klasse 1916.

### Études sur Harnack
- P. Battifol, L’Église naissante et le catholicisme, 1re éd., Paris, 1909, rééd. Cerf, 1971
- J. de Hellinck, « La Carrière scientifique de Harnack », in Rev. Hist. ecclésiastique, t. XXVI, 1930
- Alfred Loisy, L’Évangile et l’Église, Bellevue, 1903
- Émile Poulat, Histoire, dogme et critique dans la crise moderniste, Casterman, Tournai-Paris, 1965, 2e éd. rev. 1979
- A. von Zahn-Harnack, Adolf von Harnack, Berlin, 1936.
- Friedrich Wilhelm Kantzenbach: Harnack, Adolf von. In: Theologische Realenzyklopädie, Band 14 (1985), S. 450–458.
- (de) Friedrich Wilhelm Bautz, « Harnack, Adolf von », dans Biographisch-Bibliographisches Kirchenlexikon (BBKL), vol. 2, Hamm, 1990 (ISBN 3-88309-032-8, lire en ligne), colonnes 554-568 (Article sur Internet Archive)
- Friedrich Smend: Adolf von Harnack. Verzeichnis seiner Schriften. Hinrich, Leipzig 1927.
- Axel von Harnack: Adolf von Harnack. Verzeichnis seiner Schriften. Nachtrag 1927–1930. Verzeichnis der ihm gewidmeten Schriften. Leipzig 1931.
- Carl-Jürgen Kaltenborn (de): Adolf von Harnack als Lehrer Dietrich Bonhoeffers. Evangelische Verlagsanstalt, Berlin 1973.
- Kurt Nowak (de), Otto Gerhard Oexle (de) (Hrsg.): Adolf von Harnack. Theologe, Historiker, Wissenschaftspolitiker. Vandenhoeck & Ruprecht, Göttingen 2001,  (ISBN 3-525-35477-0).
- Gunther Wenz (de): Der Kulturprotestant. Adolf von Harnack als Christentumstheoretiker und Kontroverstheologe. Utz Wissenschaftsverlag, München 2001,  (ISBN 3-8316-0038-4).
- Kurt Nowak, Otto Gerhard Oexle, Trutz Rendtorff, Kurt-Victor Selge (de) (Hrsg.): Adolf von Harnack. Christentum, Wissenschaft und Gesellschaft. Vandenhoeck & Ruprecht, Göttingen 2003,  (ISBN 3-525-35854-7).
- Wolfram Kinzig (de): Harnack, Marcion und das Judentum. Nebst einer kommentierten Edition des Briefwechsels Adolf von Harnacks mit Houston Stewart Chamberlain. Evangelische Verlagsanstalt, Leipzig 2004,  (ISBN 3-374-02181-6).
- Stefan Rebenich (de): Die Altertumswissenschaften und die Kirchenväterkommission an der Akademie: Theodor Mommsen und Adolf Harnack. In: Jürgen Kocka (Hrsg.): Die Königlich Preußische Akademie der Wissenschaften zu Berlin im Kaiserreich. Berlin 1999 (PDF).
- Peter C. Bloth (de): Adolf Harnacks Examenskatechese Dorpat 1872. In: Zeitschrift für Kirchengeschichte (de), Band 112 (Vierte Folge, 45), 2001,  (ISSN 0044-2925).
- René Buchholz (de): Marginalien zu einer These Harnacks. In: Zeitschrift für Katholische Theologie 131 (2009), S. 26–46 (ungekürzte und aktualisierte Fassung Dezember 2020, academia.edu).
- Felix Hirsch (de): The Scholar as Librarian: To the Memory of Adolf Von Harnack. In: The Library Quarterly: Information, Community, Policy, Vol. 9, No. 3 (Jul., 1939), S. 299–320.
- Wolfram Kinzig (de): Harnack, Marcion und das Judentum. Nebst einer kommentierten Edition des Briefwechsels Adolf von Harnacks mit Houston Stewart Chamberlain (= Arbeiten zur Kirchen- und Theologiegeschichte, Band 13). Evangelische Verlagsanstalt, Leipzig 2004,  (ISBN 3-374-02181-6).
- Bernard Mallmann: Enthellenisierung des Christentums? Harnacks Vorstoß in der Kritik. In: Internationale katholische Zeitschrift Communio, Jg. 50, 2021, S. 393–407.